# Battaglia dei Campi Cannini
La battaglia dei Campi Canini fu combattuta tra gli Alemanni e l'Impero romano d'Occidente nel 457. Approfittando della confusione dopo la sconfitta dell'imperatore Avito a Placentia il 16 ottobre 456, un contingente alemanno di 900 uomini attraversò le Alpi Retiche attraverso la Svizzera per entrare in Italia e raggiungere il lago Maggiore. Nei vicini Campi Cannini, gli Alemanni furono sconfitti dal comes Burcone, inviato dal generale romano Maggioriano. Con l'aiuto del suo alleato svevo Ricimero, Maggioriano fu poi proclamato imperatore romano.
La vicenda è brevemente narrata dal poeta Sidonio Apollinare nel suo Panegirico a Maggioriano composto quello stesso anno (vv. 373–377).